# アメリカ合衆国国務次官補（アフリカ担当）

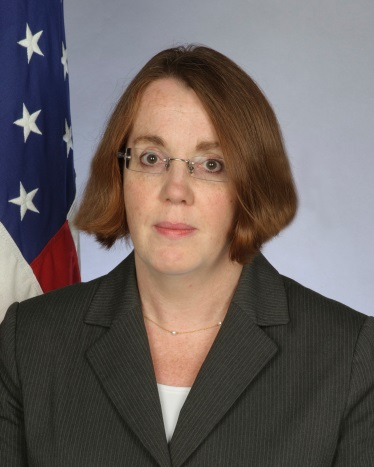
メアリー・キャサリン・フィー国務次官補

アメリカ合衆国において、国務次官補（アフリカ担当）（こくむじかんほ あふりかたんとう、Assistant Secretary for the Bureau of African Affairs）は、国務省アフリカ局の長である。国務次官（政治担当）の下に属し、国務長官および国務次官（政治担当）に対してアフリカ地域の問題に関する助言を行う。アフリカ地域に関する政治的問題に対処し、これらの地域の国々と合衆国との間の外交関係および外交政策について責任を負う。

## 歴史
1958年7月18日、連邦議会はそれまで10人であった国務次官補の定員を11人に拡大することを決議した (P.L. 85-524; 72 Stat. 363)。国務省はこの法律を受けて、アフリカの独立国家との関係を扱うアフリカ局を創設し、アフリカ局の長としてアフリカ担当国務次官補を設置した。

## 歴代アフリカ担当国務次官補
| 代 | 氏名                               | 在任期間       | 在任期間       | 備考 |
| 代 | 氏名                               | 着任           | 退任           | 備考 |
| -- | ---------------------------------- | -------------- | -------------- | ---- |
| 1  | ジョゼフ・サタースウェイト         | 1958年9月2日   | 1961年1月31日  |      |
| 2  | メンネン・ウィリアムズ             | 1961年2月1日   | 1966年3月23日  |      |
| 3  | ジョゼフ・パーマー                 | 1966年4月11日  | 1969年7月7日   |      |
| 4  | デイヴィッド・D・ニューサム        | 1969年7月17日  | 1974年1月13日  |      |
| 5  | ドナルド・イーサム                 | 1974年3月18日  | 1975年3月26日  |      |
| 6  | ナサニエル・デイヴィス             | 1975年4月2日   | 1975年12月18日 |      |
| 7  | ウィリアム・ショウフェール         | 1975年12月19日 | 1977年7月17日  |      |
| 8  | リチャード・ムース                 | 1977年7月6日   | 1981年1月16日  |      |
| 9  | チェスター・クロッカー             | 1981年6月9日   | 1989年4月21日  |      |
| 10 | ハーマン・ジェイ・コーエン         | 1989年5月12日  | 1993年2月26日  |      |
| 11 | ジョージ・エドワード・ムース       | 1993年4月2日   | 1997年8月22日  |      |
| 12 | スーザン・ライス                   | 1997年10月14日 | 2001年1月20日  |      |
| 13 | ウォルター・カンスタイナー         | 2001年6月4日   | 2003年11月1日  |      |
| 14 | コンスタンス・ベリー・ニューマン   | 2004年6月24日  | 2005年8月26日  |      |
| 15 | ジェンダイ・エリザベス・フレイザー | 2005年8月29日  | 2009年1月20日  |      |
| 16 | ジョニー・カーソン                 | 2009年5月7日   | 2013年3月30日  |      |
| 17 | リンダ・トマス＝グリーンフィールド | 2013年8月6日   | 2017年3月10日  |      |
| 18 | ティボー・P・ナジ                  | 2018年7月23日  | 2021年1月20日  |      |
| 18 | メアリー・キャサリン・フィー       | 2021年9月30日  | 2025年1月20日  |      |